# 三宅伸治
三宅 伸治（みやけ しんじ、1961年3月8日 - ）は、日本のギタリスト、ボーカリスト。宮崎県出身。宮崎県立宮崎南高等学校卒業。東京農工大学中退。
様々なブルースマンに影響を受け、音楽活動開始。
スリーピースバンドMOJO CLUBでデビュー後、現在はソロ活動を中心に、忌野清志郎、仲井戸麗市、木村充揮、THE イナズマ戦隊、ゆず、甲本ヒロト、真島昌利、斉藤和義、ウルフルズ、石田長生、中村耕一等、 様々なアーティストと共演・共作し交流を深めながらライブ活動を精力的に行う。

## 来歴
- 1970年代半 - 中学生の頃、イベントで宮崎県を訪れた仲井戸麗市と運命的な出会いを果たす。
- 宮崎県立宮崎南高等学校卒業。
- 1980年 - 東京農工大学[3]入学のため上京。
- 1981年 - 忌野清志郎の運転手兼付き人となり、RCサクセションのレコーディングやコンサートのスタッフとしても活動し始める。
- 1985年 - 谷崎浩章、杉山章二丸とMOJO CLUBを結成。
- 1987年 - MOJO CLUB、シングル「BACKしよう」でインディーズデビュー。[1]
- 1989年 - MOJO CLUB、メジャー初シングル「ブギ・ナイト」で東芝EMIよりデビュー。同年、覆面バンド「ザ・タイマーズ」にも参加。[1]
- 1990年 - 忌野、坂本冬美とユニット「SMI」としてイベント出演。[1]
- 1995年 - MOJO CLUB活動休止。ソロ活動開始。甲本ヒロトらと期間限定バンド「ヒューストンズ」結成。[1]
- 1997年 - 忌野清志郎 Little Screaming Revue結成。[1]
- 1999年 - 内田勘太郎、新井田耕造と「アリゲーターズ」を結成、ライブ実施。[1]
- 2001年 - TVアニメ『星のカービィ』主題歌「カービィ★マーチ」を見紅と共同で作詞。
- 2003年 - 忌野清志郎 & NICE MIDDLE with NEW BLUE DAY HORNS 結成。 バンマスとして活躍。
- 2004年 - MOJO CLUB復活ライブ開催。
- 2006年 - 三宅伸治BAND（三宅伸治、高橋"Jr."知治、大島賢治）結成。
- 2007年 - デビュー20周年記念アルバム『つづく』をリリース。 同年は神戸ウィンターランドでも20周年記念イベントを開催。ゆずの北川悠仁やザ・クロマニヨンズと共演。
- 2012年 - 故郷宮崎で2010年に発生した口蹄疫被害を受けて、宮崎に元気になってもらいたい思いから「希望と太陽のロックフェス」を開催。 第一回の会場は忌野との思い出もある、都農町の「都農ワイナリー」が選ばれた。
- 2017年 - 8月、MOJO CLUB名義で22年ぶりとなるアルバム『LIVE!＆NEW!』リリース。 録音は同年5月にメンバー杉山章二丸が経営するライブハウス「THE SHOJIMARU」にて実施。 12月20日、デビュー30周年記念トリビュート・アルバム『ソングライター』リリース。同アルバムの発売を記念して、三宅伸治が一人で収録曲全曲を歌うライブツアー『三宅伸治「ソングライター」30曲ソロライブ』を、名古屋・京都・東京の3ヵ所で開催したほか、12月23日に大阪・なんばHatchでトリビュート・ライブ「三宅伸治30周年 祝! 大宴夜 in 大阪」開催。

## ディスコグラフィ
MOJO CLUBは、MOJO CLUB＃ディスコグラフィ。
ソロおよびソロユニット名義

### アルバム
1. FREE TIME （MIYAKE SHINJI & THE TRAMP、1997年）
2. MOON RISE （MIYAKE SHINJI & THE TRAMP、1998年）
3. SUN DOWN （1998年）
4. 615 （SHINJI MIYAKE & NASHVILLE CATS、1998年）
5. SWAMP BOOGIE '99 （MIYAKE SHINJI & THE TRAMP、1999年）
6. 淋しい人 （2000年）
7. HOME WORK （MIYAKE SHINJI & THE TRAMP、2000年）
8. 旅路 （2000年）
9. music planet〜いいことがあるといいね （三宅伸治プロジェクト[4]、2000年）
10. Happy Days （Miyake Shinji The Swamp Tramp、2001年）
11. Guitars' talk （三宅伸治プロジェクト2[5]、2002年）
12. Shinji Miyake and His Big Band LIVE! （Shinji Miyake and His Big Band、2003年）
13. HARD TIMES LIVE! （MOSAW、2003年）
14. BLUES'N ROLL （2007年）
15. つづく （2007年） - 交流のある総勢50人のアーティストと共演したデビュー20周年記念盤。
16. 夢の歌 （2011年） - 50歳記念50曲入り。新曲30曲に加え、三宅が忌野との共作曲を弾き語ったソロライブ『ボスとの歌』より20曲が収録。
17. SLAVE （三宅伸治BAND、2014年）
18. Best Shinji （2015年）
19. ソングライター（2017年） - デビュー30周年を記念したトリビュート・アルバム。
20. 3KINGS SING THE BLUES（3KINGS、2018年） - 3KINGS（鮎川誠・友部正人・三宅伸治）のファースト・アルバム。2017年の京都・磔磔ライヴを完全収録した2枚組作品。
21. 王様のノイズ（3KINGS、2019年） - すべて書き下ろしの新曲による初スタジオ録音盤。

その他
1. TIMERS （THE TIMERS、1989年） - TOPPI名義で「土木作業員ブルース」を作詞・作曲。リード・ボーカルを取るも、FM東京で放送自粛措置となった。
2. 復活!! The Timers （THE TIMERS、1995年）
3. 不死身のタイマーズ （THE TIMERS、1995年） - 全曲、忌野と共作。「ブツ」「トルエン」でリード・ボーカル。
4. Groovin' Time （忌野清志郎 Little Screaming Revue、1997年） - 「裏切り者のテーマ」「ソングライター」を忌野と共作。
5. Rainbow Cafe （忌野清志郎 Little Screaming Revue、1998年） - 「鶏肌（チキンスキン）」「エンジン・トラブル・ブギ」「ひどい雨」「イロイロ」を忌野と共作。
6. アリゲーターズライブ〜夜のワニ （アリゲーターズ、1999年）
7. 冬の十字架 （忌野清志郎 Little Screaming Revue、1999年） - 「俺がロックン・ロール」「人間のクズ」「おもしれー」を忌野と共作。
8. LIVE!! （NICE MIDDLE with NEW BLUE DAY HORNS、2014年）

### シングル
1. パーティ・タイム （MIYAKE SHINJI & THE TRAMP、1996年）
2. たたえる歌 （MIYAKE SHINJI & THE TRAMP、1997年）
3. プリズナー （MIYAKE SHINJI & THE TRAMP、1997年）
4. 鎮魂歌 （1997年）
5. 淋しい人 （2000年）
6. オーバーオールズ（2019年） - オーバーオールズ（石塚英彦vo、三宅伸治gt.vo、グレートマエカワba［fromフラワーカンパニーズ］、Kenny Mosley（ケニー・モズレー）dr)による3曲入りシングル。

## 著書
- 三宅伸治詩集『月のメロディー』（西日本新聞社、2007年12月） - 三宅の詩の中から、「身近な人、大切な人のことを頭に思い浮かべながら書いた」という27編を厳選し収録。コンサート風景の写真や、友部正人による寄稿文も掲載。

## テレビ出演
- Dear 忌野清志郎 (2023年9月16日、NHK BSプレミアム) [6]